# 堀兼村
堀兼村（ほりかねむら）は埼玉県の南西部、入間郡に属していた村。
現在の狭山市東部にあたる。1954年（昭和29年）に入間川町、入間村、奥富村、柏原村、水富村と合併して狭山市となり消滅した。

## 地理
現在の狭山市堀兼、青柳、加佐志、東三ッ木、上赤坂、中新田が旧村域にあたる。
- 河川：不老川

## 歴史
- 1889年（明治22年）4月1日 町村制施行により、堀兼村、青柳村、加佐志村、東三ッ木村、上赤坂村、中新田村が合併し入間郡堀兼村が成立する。
- 1954年（昭和29年）7月1日 入間川町、入間村、奥富村、柏原村、水富村と合併し狭山市を新設する。